# Jagdfliegerführer 5
Jagdfliegerführer 5 war ab dem 6. September 1943 die Bezeichnung einer Dienststellung bzw. einer Kommandobehörde auf Brigadeebene der deutschen Luftwaffe im Zweiten Weltkrieg. Ihre Hauptaufgabe war die Luftkriegsführung und die Luftraumverteidigung gegen die Westalliierten.

## Geschichte
Die Kommandobehörde des Jagdfliegerführers 5 wurde am 6. September 1943 aus dem Kommando des Jagdfliegerführers 3 im französischen Bernay aufgestellt. In dieser Zeit war Frankreich, seit dem Ende des Westfeldzugs 1940, vom Deutschen Reich besetzt.
Die Kommandobehörde war anfangs dem Höheren Jagdfliegerführer West und ab dem 6. September 1943 der 5. Jagd-Division des II. Jagdkorps der Luftflotte 3 unterstellt. Am 1. Juli 1944, nachdem die alliierte Landung in der Normandie gelang, wurde die Kommandobehörde aufgelöst.

## Jagdfliegerführer
| Dienstgrad     | Name          | Datum                             |
| -------------- | ------------- | --------------------------------- |
| Oberstleutnant | Gordon Gollob | 6. September 1943 bis 1. Mai 1944 |

## Unterstellung
| Unterstellung                  | von                | bis                |
| ------------------------------ | ------------------ | ------------------ |
| Höherer Jagdfliegerführer West | 6. September 1943  | 15. September 1943 |
| 5. Jagd-Division               | 15. September 1943 | 1. Juli 1944       |

## Unterstellte Verbände
| Verbände am 6. Juni 1944  | Flugzeuge | Flugzeuge | Flugzeugtypen                                                        | Liegeplatz          | Lage                   |
| Verbände am 6. Juni 1944  | Soll      | Ist       | Flugzeugtypen                                                        | Liegeplatz          | Lage                   |
| Stab/Jagdgeschwader 2     | 4         | 3 2 3     | Focke-Wulf Fw 190A-8 Messerschmitt Bf 109G-5 Messerschmitt Bf 109G-6 | Creil               | 49.2569444 2.513888    |
| I./Jagdgeschwader 2       | 40        | 2 17      | Focke-Wulf Fw 190A-6 Focke-Wulf Fw 190A-8                            | Cormeilles-en-Vexin | 49.0986111 2.033333333 |
| II./Jagdgeschwader 2      | 40        | 7 6       | Messerschmitt Bf 109G-6 Messerschmitt Bf 109U-4                      | Creil               | 49.2569443 2.513888    |
| II./Nachtjagdgeschwader 4 | 36        | 16 3      | Messerschmitt Bf 110G-4 Dornier Do 217N                              | Coulommiers         | 48.8375 3.004166       |
| Insgesamt                 | 120       | 59        |                                                                      |                     |                        |

Anmerkungen
1. ↑  Sollstärke nach Kriegsausrüstungsnachweis
2. ↑  Iststärke (die tatsächlich in der Einheit vorhandenen Flugzeuge)